# Antenne Oméga (La Réunion)
L'Antenne Oméga ou émetteur Oméga de Chabrier est un ancien émetteur radio situé sur la Plaine Chabrier à Saint-Paul, sur l'île de La Réunion. Il s'agissait de l'un des huit émetteurs du système de radionavigation Oméga dans le monde, au sein duquel il était identifié par la lettre E.
Son pylône haubané de 427 mètres était la plus haute structure humaine de France devant l'émetteur d'Allouis, et la seconde plus haute structure de l'hémisphère sud après l'émetteur Oméga G de Woodside en Australie (432 mètres), de sa construction en 1974 jusqu'à sa démolition en 1999.
Son emprise au sol, un espace circulaire d'environ 1,5 kilomètre de diamètre, est encore visible et fait l'objet d'une opération d'urbanisation à partir des années 2020.

## Histoire
Avant l'installation de l'antenne Oméga, le service de localisation du trafic aérien de l'océan Indien était assuré depuis 1958 par une station radiogoniométrique implantée au Domaine de l'Eperon à Saint-Gilles les Hauts par la section transmissions de l'Armée de l'Air (Ivato, Madagascar).[réf. souhaitée]
L'idée d'établir à La Réunion une nouvelle station du réseau international Oméga apparaît en 1966, alors que les États-Unis souhaitent développer la couverture du système et que quatre stations sont déjà en service :  Bratland en Norvège (A), Trinidad à Cuba (B), Kaneohe à Hawaii (C) et LaMoure dans le Dakota du Nord (D). La même année, les États-Unis et la France signent un accord qui valide l'installation en France de l'antenne E.
L'étude des sites éligibles à cette installation est officiellement lancée en octobre 1970 par le ministre chargé de la Défense, Michel Debré, par ailleurs député de la Réunion depuis 1963 où il a lancé dans un programme de modernisation de l'équipement.
Pour les États-Unis, la position de la Réunion dans l'océan indien et sa relative stabilité politique sont déterminants. En 1970, trois sites possibles sont étudiés sur l'île pour la construction de l'antenne : une antenne de type "vallée", où les câbles de l'antenne sont suspendus aux sommets environnants, est envisagée dans le cirque de Mafate, mais cette solution n'est pas retenue pour des raisons de coûts. Deux sites peuvent accueillir une antenne de type "parapluie", configuration où l'antenne est suspendue à un pylône central : Le premier, sur la plaine des Cafres, est écarté en raison de la proximité du volcan et du risque des séismes. Plus à l'abri, c'est le site de la Plaine Chabrier qui est finalement choisi en 1973. Ce terrain situé entre Saint-Paul et Le Port est un terrain agricole appartenant en partie à la famille Chabrier de Saint-Paul.
Le lancement du projet, les achats de terrain et les expropriations ont lieu sans opposition politique ou civile sur place ni en métropole, contrairement à la Nouvelle-Zélande où le projet d'implantation d'un émetteur Oméga est rejeté puis annulé.
La construction de l'antenne par l'entreprise Joseph Paris de Nantes commence en 1974 et sa mise en service a lieu en janvier 1976. Sa construction requiert l'aménagement de 170 hectares de terrain et la mise en place d'une limitation en hauteur pour toutes les nouvelles constructions aux alentours de l'édifice.
Au cours des années 1990, le positionnement par satellite va supplanter le système Oméga. La mise hors service de l'antenne est évoquée mais le Ministre français de la Défense François Léotard indique le 24 février 1994 qu'il n'est pas prévu « dans un avenir proche », c'est-à-dire « au moins avant l'an 2000 » d'abandonner cet émetteur. Finalement, l'ensemble du système Oméga cesse d'émettre en septembre 1997 et l'émetteur de Chabrier est démoli deux ans plus tard, le 18 avril 1999, à sept heures du matin à l'aide de seulement 920 grammes d'explosif.

## Description

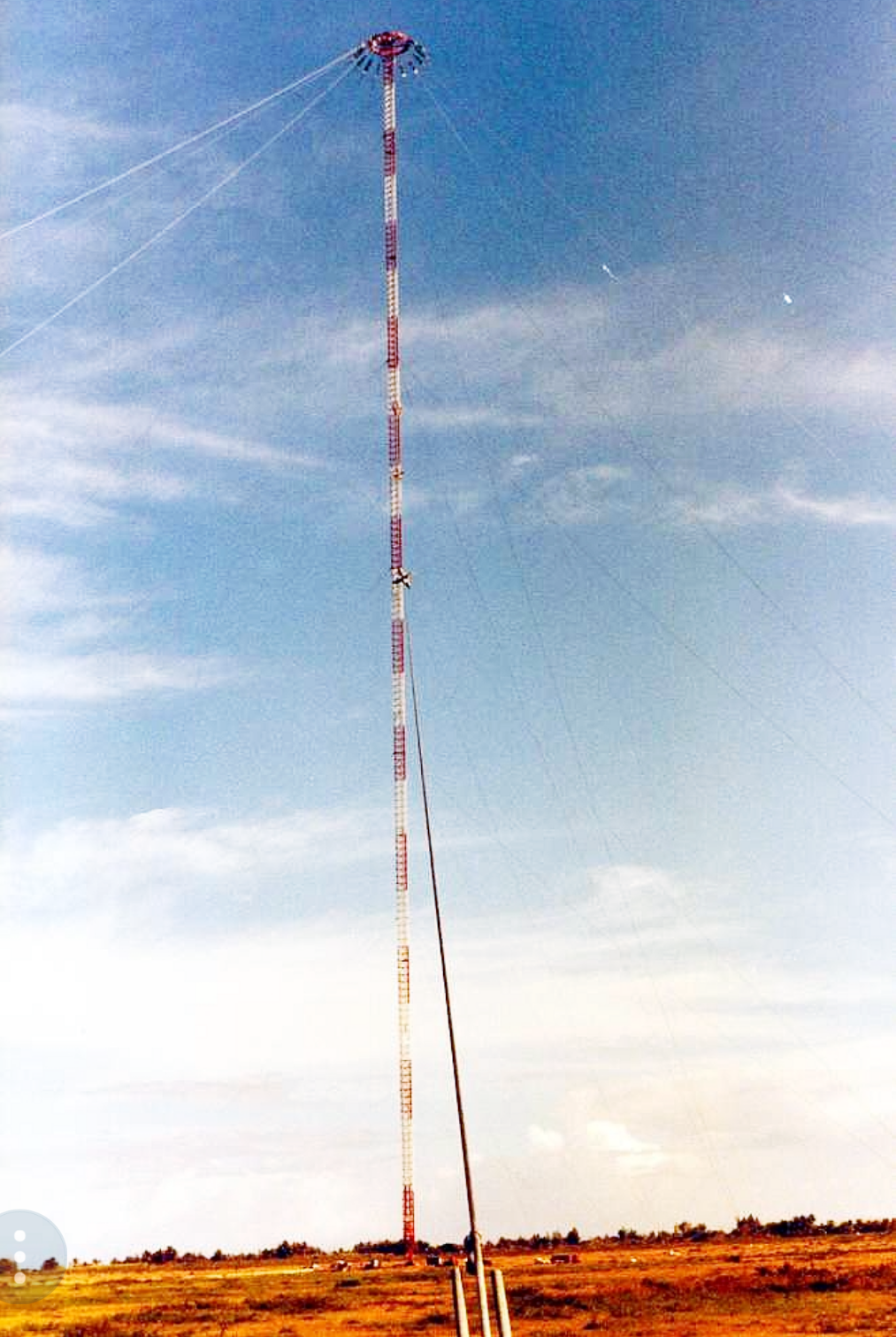
Le pylône de 427 mètres est la plus haute structure française.

L'antenne de type parapluie est composée d'un pylône haubané de 427 mètres de section triangulaire, reposant sur une rotule. Les haubans maintiennent le pylône à six niveaux différents.
Au sommet du pylône, une couronne de 16 mètres de diamètre supporte douze brins rayonnants en acier numérotés de R1 à R 16. Les brins sont, à leur extrémité inférieure, ancrés au sol dans des massifs en béton positionnés sur un cercle de 701 mètres de rayon autour du pied du pylône.
Chaque brin est long de 506 mètres. À chacune de leurs extrémités, ils sont équipés d'isolateurs tubulaires en porcelaine, et reliés entre eux pour la continuité électrique par des câbles plaqués aluminium. L'alimentation électrique est réalisée par le brin R4.

Au pied du pylône, le bâtiment technique abrite deux émetteurs délivrant 150 kW (pour 10kW de puissance rayonnée nécessaires au signal Oméga), les variomètres, le transformateur d'adaptation, et quatre horloges au césium.

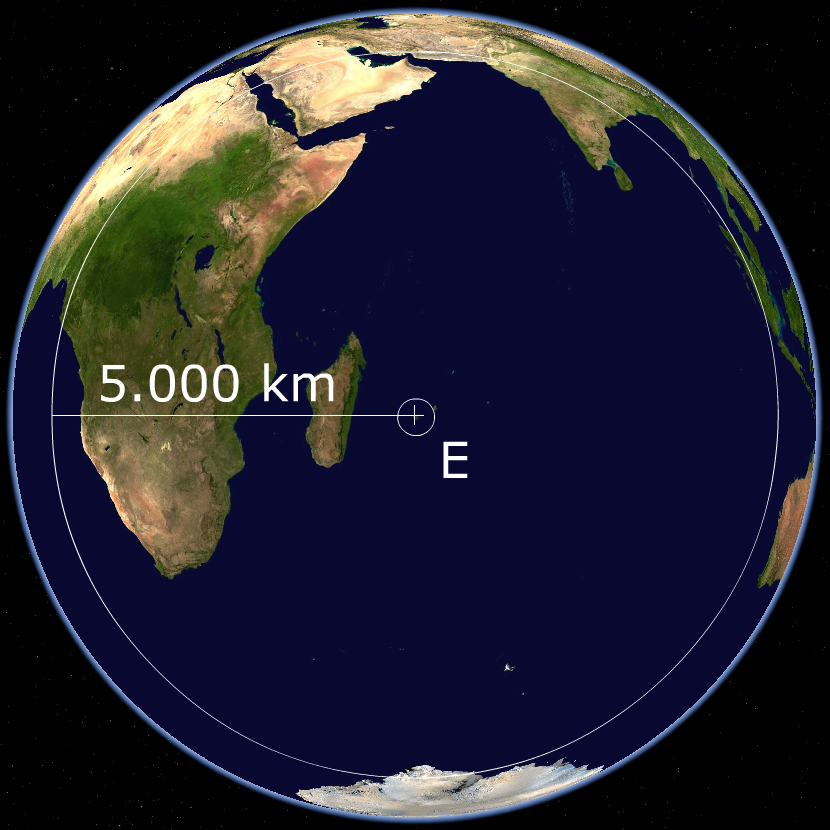
La zone couverte par l'antenne Oméga.

Enfin, le plan de sol de l'antenne est composé de 150 kilomètres de fil de cuivre de 4 millimètres de diamètre enterrés.

## Reconversion du site

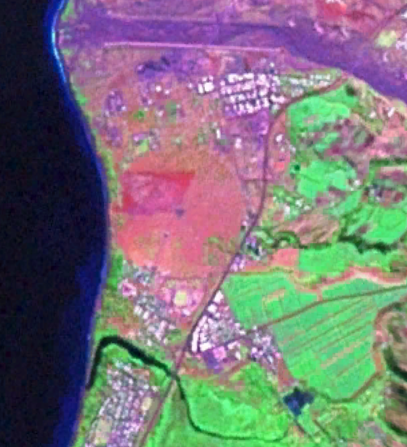
La zone circulaire laissée vide après la démolition de l'antenne Oméga, vue par satellite.

Dans le cadre du projet d'Ecocité de la Réunion officialisé en 2020, une partie de l'ancienne emprise circulaire de l'antenne doit accueillir l'opération publique d'aménagement ZAC Cambaie-Oméga, dont un éco-quartier. Les travaux commencent en 2023.

## Quelques chiffres
- Hauteur totale du pylône : 427 mètres
- Section triangulaire : 3 × 3,65 mètres
- Diamètre de la base du pylône : 0,80 mètre
- Poids du pylône et haubans : 780 tonnes
- Poids et diamètre de la couronne sommitale : 30 tonnes et environ 16 mètres de diamètre
- Longueur du réseau de câbles : 70 kilomètres
- Puissance rayonnée à 10,2 kHz : 10 kW
- Tension électrique maximum sur les brins : 250 kV
- Bande passante de l'antenne : 10 Hz
- Fréquence de résonance propre de l'antenne : 25,4 kHz

## Liens
- https://www.reunionnaisdumonde.com/magazine/actualites/il-etait-une-fois-l-antenne-omega/